# Acanthodactylus guineensis
Espèce
Synonymes
- Eremias guineensis Boulenger, 1887
- Eremias benuensis Monard, 1949

Acanthodactylus guineensis est une espèce de sauriens de la famille des Lacertidae.

## Répartition
Cette espèce se rencontre au Mali, au Burkina Faso, au Ghana, au Niger, au Nigeria, au Cameroun et en Centrafrique.
Sa présence est incertaine au Tchad et au Soudan.

## Étymologie
Son nom d'espèce, composé de guinee et du suffixe latin -ensis, « qui vit dans, qui habite », lui a été donné en référence au lieu de sa découverte, la Guinée.

## Publication originale
- Boulenger, 1887 : Descriptions of new reptiles and batrachians in the British Museum (Natural History), Part iii. Annals and Magazine of Natural History, ser. 5, vol. 20, p. 50-53 (texte intégral).